# Tùy (nước)
Tùy (giản thể: 随; phồn thể: 隨; bính âm: Suí) là một nước chư hầu thời Xuân Thu trong lịch sử Trung Quốc. Vị trí nước Tùy nằm tại lưu vực Giang Hán thuộc tỉnh Hồ Bắc hiện nay. Quốc quân nước Tùy mang họ "Cơ" (姬), một trong "Hán Dương chư Cơ".

## Lịch sử
Sơ kỳ thời Xuân Thu, khi nước Sở chưa nổi lên và chưa trở thành bá chủ, thế lực của nước Tùy đã từng lớn mạnh trong số các chư hầu và là thủ lĩnh trong "Hán Dương chư Cơ". Năm 706 TCN, Sở Vũ Vương xâm lược nước Tùy song giữa chừng lại lui về, nước Sở vào thời điểm đó tự nhận định rằng mình không thể đạt được tham vọng tại lưu vực Hán Giang. Năm 704 TCN, nước Sở lại xua quân xâm lược nước Tùy, giành được chiến thắng trên chiến trường, song thực lực của nước Sở vào thời điểm đó chưa đủ để thôn tính nước Tùy, do đó đã giảng hòa với Tùy trong cùng năm. Năm 690 TCN, Sở Vũ Vương mất trên đường xâm lược nước Tùy. Nhưng lệnh doãn Đấu Kì của Sở giấu việc đó không phát tang mà vẫn dẫn quân Sở về phía tây như kế hoạch ban đầu. Khi quân đội Sở đến kinh đô của Tùy và buộc Tùy phải hàng thì mới phát tang.
Sau nhiều thập niên, nước Sở lại tiến hành chinh phạt tứ xứ và dần dần thôn tính "Hán Dương chi Cơ". Năm 640 TCN, nước Tùy dẫn đầu "Hán Dương chư Cơ" chống lại Sở, bị Sở đánh bại, hai bên kiến lập hòa bình. Năm 632 TCN, tức năm diễn ra trận Thành Bộc, do có lời của Tấn, toàn bộ Hán Dương chư Cơ thuộc quyền sở hữu của Sở. Nước Tùy trở thành một nước phụ thuộc của Sở, không còn là một nước chư hầu Trung Nguyên độc lập và tư cách tham dự minh hội chư hầu.
Năm 506 TCN, nước Ngô công phá đô thành Dĩnh (郢) của Sở, Sở Chiêu Vương chạy đến nước Tùy. Mặc dù phải chịu áp lực từ nước Ngô song người nước Tùy vẫn không đem Sở Chiêu Vương giao nộp, lập được công lao bảo vệ Sở vương. Do đó, nước Sở cũng có hành động nhất định nhằm đền ơn Tùy. Xuân Thu Kinh (春秋经) có viết rằng vào năm 494 TCN: "Sở tử, Trần hầu, Tùy hầu, Hứa nam phạt Sái". Xuân Thu Kinh là quốc sử của nước Lỗ, chi tiết này được Đỗ Dự và những người khác nhận định là một sự báo đáp công lao của nước Tùy, khiến Tùy phục hồi vị thế là một nước chư hầu độc lập.
Không rõ vào năm nào, nước Sở diệt nước Tùy.

## Đất Tùy của Tấn
Cần lưu ý rằng, vào thời Xuân Thu thì nước Tấn cũng có một đất tên là Tùy, trong Tả truyện- Ẩn công ngũ niên có viết rằng "Dực hầu bôn Tùy". Đất này về sau trở thành đất phong của danh thần Sĩ Hội (士会) của nước Tấn, do đó trong Tả truyện- Văn công thập tam niên, Sĩ Hội được gọi là Tùy Hội. Đất Tùy này nằm ở lưu vực Phần Hà thuộc tỉnh Sơn Tây, theo Đồng Thư Nghiệp (童书业), đất Tùy của Tấn tiền thân cũng là một nước cổ. Đồng Thư Nghiệp cũng chỉ thêm rằng, các nước cổ ở lưu vực Phần Hà thuộc tỉnh Sơn Tây như Tùy, Ngạc, Đường (sau đổi thành Tấn), Thẩm, Hoàng và các nước khác, đều có nước cùng tên tại lưu vực Giang Hán phụ cận.

## Quan hệ giữa Tùy và Tăng
Năm 1978, ở huyện Tùy tại tỉnh Hồ Bắc đã khai quật được mộ Tăng hầu Ất (曾侯乙), tìm thấy một số lượng lớn đồ vật tinh xảo. Tuy nhiên, khu huyện Tùy của tỉnh Hồ Bắc trong các văn hiến đều được nhận định là lãnh thổ của nước Tùy. Điều này dẫn đến thảo luận về mối quan hệ giữa nước Tùy và nước Tăng. Đầu tiên, Lý Học Cần (李学勤) phát biểu trên Quang Minh nhật báo (光明日报) vào ngày 4 tháng 10 năm 1978 với bài "bí ẩn nước Tăng" (曾国之谜), trong đó ông nhận định nước Tùy và nước Tăng thực ra chỉ là một nước hai tên. Tuy nhiên, cũng có nhiều quan điểm khác, như Tăng diệt Tùy, Tùy diệt Tăng, Sở diệt Tăng nhưng di chuyển nước Tăng về Tùy.